# 扎多羅日涅 (扎波羅熱州)
47°56′42″N 35°31′58″E / 47.94500°N 35.53278°E
扎多羅日涅（烏克蘭語：Задорожнє）是位於烏克蘭東南部的村莊，由扎波羅熱州扎波羅熱区的巴甫利夫斯凱市鎮負責管轄。該村距離雷澤迪夫卡、波德和新米哈伊利夫斯凱1.5公里，始建於1865年，面積0.684平方公里。